# Front (Meteorologie)

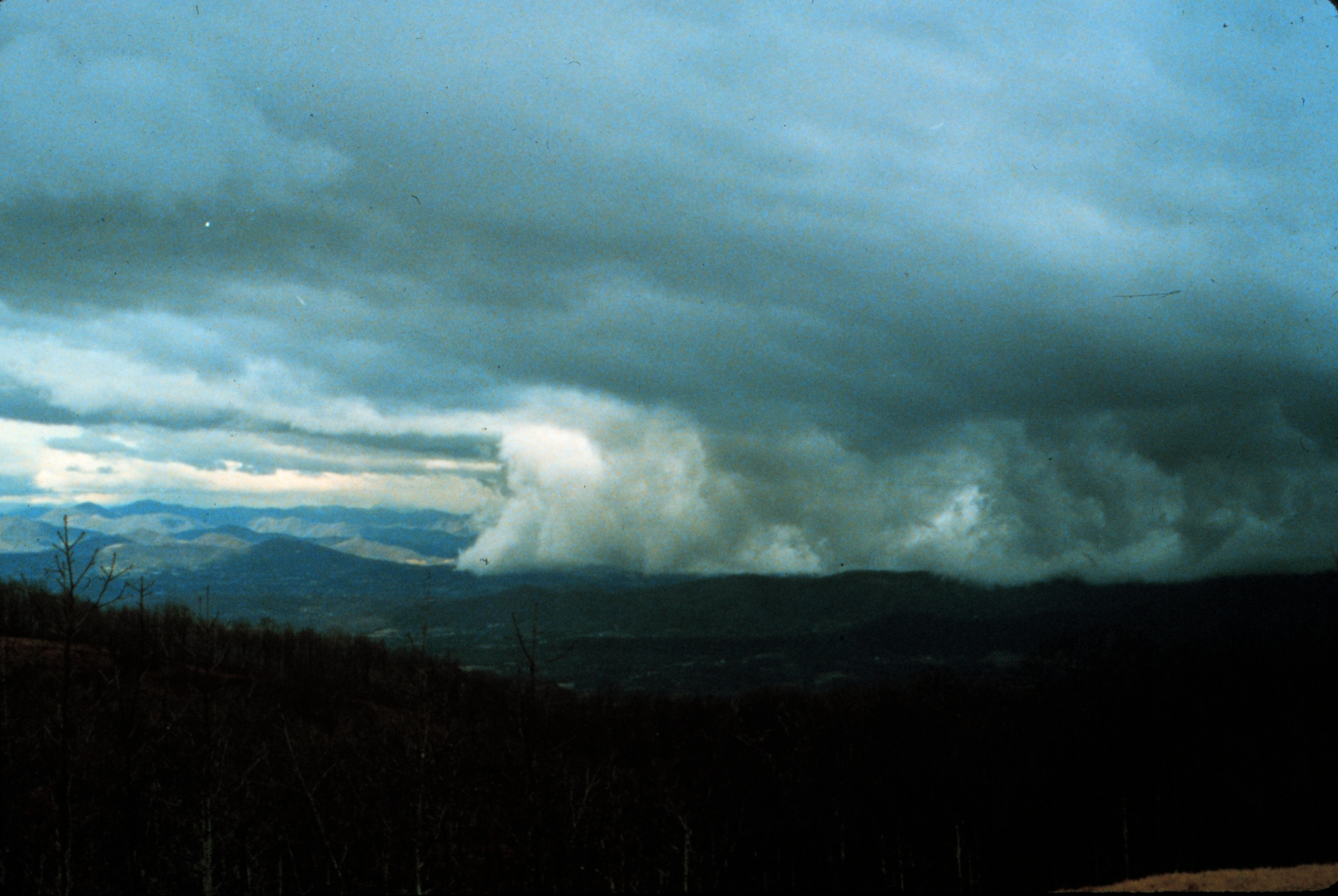
Wolkenwand (Anzeichen für eine sich schnell bewegende Kaltfront)

Warm- und Kaltfront in einem Tiefdruckgebiet

Eine Front ist in der Meteorologie eine abrupte Grenze zwischen verschiedenen Luftmassen, verbunden mit vergleichsweise sprunghaften Änderungen des Luftdrucks, der Temperatur und der Windrichtung. Hierbei treten auch charakteristische Änderungen der Wolkenformationen und Witterungsbedingungen auf, wobei die räumliche Skala dieser Änderungen sehr variabel ist und im Wesentlichen von der Art der Front abhängt. Ist die Front räumlich stark gebunden, verlagert sie sich also kaum oder nicht, spricht man auch von einer stationären Front. Den großräumigen Übergangsbereich zwischen typischen Luftmassen verschiedener Erdregionen, in dem Fronten bevorzugt auftreten, bezeichnet man als Frontalzone.